# Rainer Schüttler
Rainer Schüttler (Korbach, 25 de abril de 1976) es un jugador profesional de tenis retirado. Su país de residencia actual es Suiza. Schüttler alcanzó su primera final en el ATP tour en el Torneo de Chennai de 1997. En 1999 finalizó dentro del top 50 de la ATP, y también ganó su primer torneo, en Doha.

## Torneos de Grand Slam

### Individuales

#### Finalista
| Año  | Campeonato           | Oponente en la final | Resultado en final |
| 2003 | Abierto de Australia | Andre Agassi         | 2-6 2-6 1-6        |

## Torneos ATP

### Individuales

#### Títulos
| Leyenda                |
| Grand Slam (0)         |
| Tennis Masters Cup (0) |
| ATP Masters Series (0) |
| ATP Tour (4)           |

| N.º | Fecha                    | Torneo   | Superficie | Oponente en la final | Resultado   |
| --- | ------------------------ | -------- | ---------- | -------------------- | ----------- |
| 1.  | 4 de enero de 1999       | Doha     | Dura       | Tim Henman           | 6-4 5-7 6-1 |
| 2.  | 17 de septiembre de 2001 | Shanghái | Dura       | Michel Kratochvil    | 6-3 6-4     |
| 3.  | 29 de septiembre de 2003 | Tokio    | Dura       | Sébastien Grosjean   | 7-6 6-2     |
| 4.  | 6 de octubre de 2003     | Lyon     | Carpeta    | Arnaud Clément       | 7-5 6-3     |

#### Finalista
| Leyenda                |
| Grand Slam (1)         |
| Tennis Masters Cup (0) |
| ATP Masters Series (1) |
| ATP Tour (6)           |

| N.º | Fecha                    | Torneo               | Superficie    | Oponente en la final | Resultado       |
| --- | ------------------------ | -------------------- | ------------- | -------------------- | --------------- |
| 1.  | 5 de abril de 1999       | Chennai              | Dura          | Byron Black          | 4-6 6-1 3-6     |
| 2.  | 3 de enero de 2000       | Doha                 | Dura          | Fabrice Santoro      | 6-3 5-7 0-3 RET |
| 3.  | 24 de septiembre de 2001 | Hong Kong            | Dura          | Marcelo Ríos         | 6-7(3) 2-6      |
| 4.  | 22 de octubre de 2001    | San Petersburgo      | Dura          | Marat Safin          | 6-3 3-6 3-6     |
| 5.  | 29 de abril de 2002      | Múnich               | Tierra batida | Younes El Aynaoui    | 4-6 4-6         |
| 6.  | 29 de abril de 2003      | Abierto de Australia | Dura          | Andre Agassi         | 2-6 2-6 1-6     |
| 7.  | 8 de septiembre de 2003  | Costa do Sauipe      | Dura          | Sjeng Schalken       | 2-6 4-6         |
| 8.  | 19 de abril de 2004      | Montecarlo TMS       | Tierra batida | Guillermo Coria      | 2-6 1-6 3-6     |

#### Clasificación en torneos del Grand Slam
| Torneo               | 2011 | 2010 | 2009 | 2008 | 2007 | 2006 | 2005 | 2004 | 2003 | 2002 | 2001 | 2000 | 1999 | 1998 | Títulos |
| -------------------- | ---- | ---- | ---- | ---- | ---- | ---- | ---- | ---- | ---- | ---- | ---- | ---- | ---- | ---- | ------- |
| Abierto de Australia | 1R   | 2R   | 1R   | 2R   | 1R   | 1R   | 2R   | 1R   | F    | 3R   | 4R   | 2R   | 1R   | -    | 0       |
| Roland Garros        |      | 1R   | 1R   | 1R   | -    | 1R   | 1R   | 1R   | 4R   | 2R   | 1R   | 1R   | 1R   | -    | 0       |
| Wimbledon            |      | 2R   | 2R   | SF   | -    | 1R   | 1R   | 3R   | 4R   | 3R   | 2R   | 3R   | 2R   | 1R   | 0       |
| US Open              |      | 1R   | 1R   | 1R   | 1R   | 1R   | 2R   | 1R   | 4R   | 1R   | 2R   | 3R   | 1R   | -    | 0       |
| Masters Cup          |      | -    | -    | -    | -    | -    | -    | -    | SF   | -    | -    | -    | -    | -    | 0       |

### Dobles

#### Títulos
| Leyenda                |
| Grand Slam (0)         |
| Tennis Masters Cup (0) |
| ATP Masters Series (0) |
| ATP Tour (4)           |

| N.º | Fecha               | Torneo    | Superficie    | Pareja          | Oponentes en la final          | Resultado      |
| --- | ------------------- | --------- | ------------- | --------------- | ------------------------------ | -------------- |
| 1.  | 16 de julio de 2001 | Stuttgart | Tierra batida | Guillermo Cañas | Michael Hill Jeff Tarango      | 4-6 7-6(1) 6-4 |
| 2.  | 3 de enero de 2005  | Chennai   | Dura          | Yen-Hsun Lu     | Mahesh Bhupathi Jonas Björkman | 7-5 4-6 7-6(4) |
| 3.  | 19 de abril de 2008 | Houston   | Tierra batida | Ernests Gulbis  | Pablo Cuevas Marcel Granollers | 7-5 7-6(3)     |
| 4.  | 28 de abril de 2008 | Múnich    | Tierra batida | Michael Berrer  | Scott Lipsky David Martin      | 7-5 3-6 10-8   |

#### Finalista
| Leyenda                |
| Grand Slam (0)         |
| Tennis Masters Cup (0) |
| Juegos Olímpicos (1)   |
| ATP Masters Series (0) |
| ATP Tour (4)           |

| N.º | Fecha                 | Torneo                     | Superficie    | Pareja           | Oponentes en la final           | Resultado              |
| --- | --------------------- | -------------------------- | ------------- | ---------------- | ------------------------------- | ---------------------- |
| 1.  | 20 de octubre de 2003 | San Petersburgo            | Moqueta       | Michael Kohlmann | Julian Knowle Nenad Zimonjić    | 6-7(1) 3-6             |
| 2.  | 16 de agosto de 2004  | Juegos Olímpicos de Atenas | Dura          | Nicolas Kiefer   | Fernando González Nicolás Massú | 2-6 6-4 6-3 6-7(7) 4-6 |
| 3.  | 4 de julio de 2005    | Gstaad                     | Tierra batida | Michael Kohlmann | František Čermák Leoš Friedl    | 6-7(6) 6-7(11)         |
| 4.  | 12 de junio de 2006   | Halle                      | Hierba        | Michael Kohlmann | Fabrice Santoro Nenad Zimonjić  | 0-6 4-6                |
| 4.  | 12 de febrero de 2007 | San José                   | Dura          | Chris Haggard    | Eric Butorac Jamie Murray       | 5-7 6-7(6)             |

## Torneos Challengers

### Individuales

#### Títulos
| N.º | Fecha                   | Torneo       | Superficie  | Oponente en la final | Resultado     |
| --- | ----------------------- | ------------ | ----------- | -------------------- | ------------- |
| 1.  | 20 de octubre de 1997   | Eckental     | Carpeta (i) | Petr Luxa            | 6–4, 6–1      |
| 2.  | 23 de noviembre de 1998 | Portoroz     | Dura (i)    | Peter Wessels        | 6–3, 6–2      |
| 3.  | 13 de noviembre de 2000 | Aquisgrán    | Carpeta (i) | Johan Settergren     | 7–6, 1–6, 6–1 |
| 4.  | 30 de octubre de 2006   | Aquisgrán    | Carpeta (i) | Evgeny Korolev       | 6–3, 7–5      |
| 5.  | 25 de noviembre de 2007 | Kuala Lumpur | Dura        | Sergiy Stajovski     | 7–6(2), 6–2   |
| 6.  | 28 de agosto de 2011    | Astaná       | Dura        | Teymuraz Gabashvili  | 7–6, 4-6, 6-4 |